# Tanbur

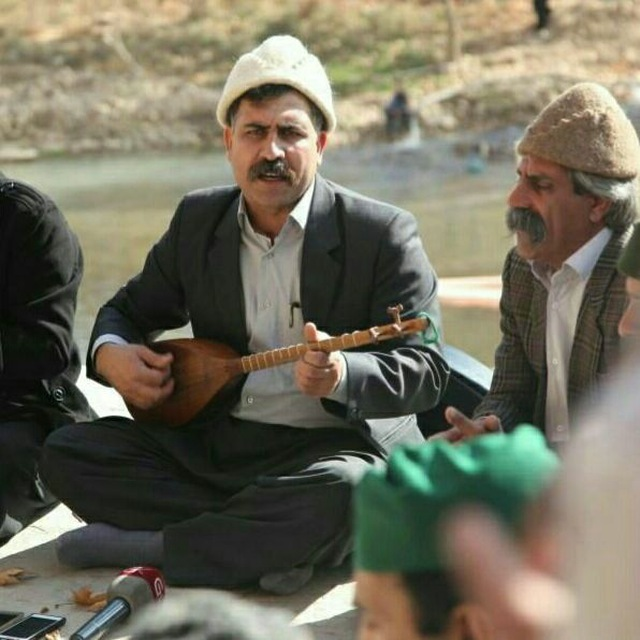
Muzyk grający na tanburze

Tanbur – arabska nazwa bliskowschodnich instrumentów muzycznych z grupy lutni długoszyjkowych. Tanbury wykorzystywane są współcześnie w muzyce artystycznej i muzyce ludowej, a ich geneza sięga starożytności – na podobnych instrumentach grano w Babilonii i w Egipcie (patrz pandora).
Cechą wspólną tanburów są gruszkowaty korpus oraz długa i wąska szyjka, na końcu której, zamiast występującej w podobnych, europejskich instrumentach wyraźnie wydzielonej główki, znajduje się zintegrowana komora kołkowa. Wzdłuż szyjki założone są jelitowe progi, do których instrumentalista dociska podczas gry metalowe struny, pobudzając je do brzmienia szarpaniem palcami lub plektronem. Szczegóły konstrukcyjne, gabaryty i materiały wykorzystywane do budowy poszczególnych komponentów instrumentu są różne w zależności od regionu i zastosowania.
Takie same instrumenty w języku perskim mają nazwy tworzone od słowa tar (struna) z dookreśleniem precyzującym liczbę strun, np. dutar – lutnia dwustrunowa, setar – lutnia trzystrunowa, cartar – lutnia czterostrunowa, panctar – lutnia pięciostrunowa. W regionach Kaukazu, Turcji, Syrii i zachodniego Iraku nazywają się saz; w większych miastach Lewantu występuje jako buzuq.
We Włoszech, wiekach XVI i XVII, używana była podobna do tanburu lutnia długoszyjkowa colascione.